# John Hultberg
Pour les articles homonymes, voir Hultberg.
John Hultberg, né le 8 février 1922 à Berkeley en Californie et mort le 15 avril 2005 à New York, est un peintre américain associé à l'école de San Francisco.

## Œuvres

### Musées détenant ses œuvres
- Musée Solomon R. Guggenheim, New York
- Metropolitan Museum of Art, New York
- Museum of Modern Art, New York
- Whitney Museum of American Art, New York
- Portland Museum of Art, Portland